# لوئیس لپرنس-رینگه
 لوئیس لپرنس-رینگه (انگلیسی: Louis Leprince-Ringuet؛ زاده ۲۷ مارس ۱۹۰۱ درگذشته ۲۳ دسامبر ۲۰۰۰) یک فیزیک‌دان اهل فرانسه بود.